# Христо Казаков
Христо Стефанов Казаков е български политик, член на БКП.
Председател на Изпълнителния комитет на Градския общински народен съвет (ИК на ГОНС) в Михайловград през периода март 1966 – юни 1971 г., първи секретар на ГК на БКП, секретар на ОК на БКП, председател на комисия по промишлено-стопански въпроси към ОблНС с ранг на заместник областен управител на област Михайловград.

## Биография
Роден е на 25 април 1932 г. в гр. Фердинанд. Неговият баща – Стефан Хр. Казаков е родом от град Габрово, а майка му Параскева Симова е от град Фердинанд. Завършва Търговска гимназия в родния си град, а през 1956 г. ВИИ „Карл Маркс“ – София, специалност „народностопанско планиране“. Работи като началник на планово-икономически отдел в промкомбинат „Мир“ до 1959 г., след което преминава на работа в ГК на БКП, заместник-председател и председател на ИК на ГОНС Михайловград. Избиран е последователно за първи секретар на ГК и за секретар на ОК на БКП по икономическите въпроси. След административно-териториториалното деление на страната и създаването на новите области (1987 г.) е на работа в Областния народен съвет на област Михайловград. Пенсионира се през 1991 г. Носител е на ордени: „9 септември 1944 г“ – I степен; „Червено знаме на труда“; „Народен орден на труда“, медали, почетни значки и отличия. Умира през октомври 2017 г.

## Политическа дейност
След изборите за ГНС на 27 февруари 1966 г., на 4 март същата година е проведена учредителна сесия на ГОНС в Михайловград, на която за председател на ГОНС е избран Христо Казаков и заместник-председатели Благой Чубриев и Димитър Луканов. Първото заседание на ИК на ГОНС с председател Христо Казаков е проведено на 11 март 1966 г. На него се обсъжда и приема идейният проект на „Главпроект“, София за Индустриалната зона на града, както и идейно-застроителният план на квартала, отреден за изселниците от с. Живовци.
По време на мандата на Христо Казаков се извършва голямо промишлено строителство. Създадени са нови производствени предприятия – завод за аналитични уреди „Аналитик“ и промкомбинат „Явор“ (1966), Птицекомбинат и Промкомбинат „Металик (завод „Прециз“) (1967 г.), Млекозавод и ДП „Христо Михайлов“ (1968), Камгарна предачница и Завод за резервни части и нестандартно оборудване (1970).
През този период се работи по изграждането и разширението на производствените сгради на завод „Мир“, цехове на Акумулаторния завод и др. В много предприятия се въвеждат нови производствени фондове – Акумулаторен завод, завод „Прециз“, ДМЗ „Мир“, Промкомбинат „Балкан“ и др. Започва работа по усвояване на нови изделия в завода за аналитични прибори.
В промишлеността на града работят от 5000 до 8000 работници и служители, ежегодно нараства обема на промишлената продукция, най-много в отрасъл машиностроене, годишният план се преизпълнява. Доставят се нови машини, подобрява се материално-техническото снабдяване. Допускат се и слабости: лошокачествена продукция и брак, размера на текучеството достига до една трета от работническия състав. Причините са лоша организация, недоброто заплащане и неуредените трудови и битови условия на работниците. Не винаги се използват напълно производствените мощности на предприятията и внедряването на механизацията и автоматизацията, което става особено актуално при въвеждането на петдневна работна седмица в края на 60-те години. Проблеми създава бавното повишаване на производителността на труда и ефективността на производството. ГОНС осъществява ръководство върху икономическия живот на града, на заседания на ИК се разглежда работата на предприятията и се вземат мерки за контрол и подобряване на тяхната дейност.
Строят се производствени и административни сгради на заводи и предприятия, на държавни, културни и обществени учреждения, изградена е надстройка на високото тяло на Дома на съветите. Направени са бордюри, настилки, разширение на водопроводната мрежа в Индустриалната зона на града, строят се ведомствени жилищни блокове на индустриалните предприятия.
За осъществяване на мащабната строителна програма са създадени Строително-монтажен комбинат (СМК) и СП „Благоустройствени строежи“ -1969 г.
Продължава изграждането на язовир „Михайловград“ („Огоста“). Проблеми създава срочното завършване на строителните обекти – само през 1969 г. не са предадени 12 пускови обекта: Дом на техниката, Младежки дом, Комбинат за битови услуги, Държавна печатница, Винарска изба, бензиностанция и 4 жилищни блока. Годишно се предават около 100 – 200 апартамента на нуждаещите се жители от града. Качеството на строително-монтажните работи не е добро, недостатъчна е работната ръка и механизацията.
През мандата са построени редица нови училищни сгради (ТЕТ „Христо Ботев“, Второ и Трето основно училище, СПТУ по индустриално строителство), съдебна палата, автогара с ресторант и младежки дом. Строят се: Битов комбинат, Полиграфически комбинат (държавна печатница), ученическо общежитие, АТЦ и др.
Търговията се развива успешно, увеличават се продажбите на стоки с дълготрайна употреба – леки коли, телевизори, радиоапарати и мебели. Увеличен е стокооборотът на дребно, по-добре са задоволени нуждите от хранителни стоки, подобрява се общественото хранене. Пуснати са в експлоатация нови магазини и павилиони, по-пълно е задоволено потребителското търсене. Налице е общо изпълнение на плана поради увеличаване на покупателната способност на населението и подобряване на организацията на работа. Ежегодно се провежда през месец август традиционният панаир на града в местността „Лъката“ – до Окръжната болница. Не са достатъчни асортимента на предлаганите стоки и нивото на културата на обслужване, все още има недостиг на безалкохолни напитки в празнични дни, мляко сутрин след 8 часа, обувки, текстил, хладилници, нафтови печки и строителни материали. Не са решени въпросите за качеството на хляба и на някои хранителни стоки, не е задоволителна хигиената в търговските заведения.
Благоустройството в града взема по-големи размери, извършва се значително комунално-битово строителство. Решава се основен проблем на града при управлението на Христо Казаков – да се направят улиците на града и неговото осветление. Построени са Тубдиспансер, жилищни блокове, започва строителството на жк. „Пъстрина“, изграден е мост за жп. линията за Берковица на р. Огоста.
В комунално-битовото обслужване има разширяване на услугите, но по-трудно се осъществяват строителните, елктротехническите и дърводелските услуги на гражданите. Не са решени докрай въпросите на комунално-битовите потребности на населението в града от ТПК и промкомбинатите. Редовно се организира хигиенизиране и почистване на града, засаждат се декоративни дръвчета. Водоснабдяването от карстовия извор на „Баира“ е недостатъчно и се работи за въвеждане на вода от други източници. Завършено е строителството на помпена станция „Бързия“ за допълнително включване на още 100 л в секунда питейна вода и са одобрени проектите на хидровъзел „Среченска бара“ за водоснабдяване на градовете Михайловград и Враца. Дял в благоустрояването има и поделение на Строителни войски, което работи по разширението на канализационната и водопроводна мрежа.
През този период са открити и започват да функционират: Държавно търговско предприятие „Балкантурист“ с хотел „Огоста“, Политехническа гимназия с преподаване на немски език, СПТУ по автотранспорт, Четвърто и Пето основно училище, Младежки дом, Самодеен куклен театър и др.
На 27 юни 1971 г. са проведени избори за народни съвети, народни съдии и съдебни заседатели, с което завършва мандатът на Христо Казаков като председател на ГОНС Михайловград. На заседание на ИК на ГОНС на 2 юли същата година той е удостоен с почетния знак и почетната значка на града за дългогодишна дейност като председател на ГОНС и преминаването му на партийна работа (първи секретар на ГК на БКП).